# Miroslav Rypl
Miroslav Rypl (* 17. března 1992 ve Vimperku) je český běžec na lyžích. Je odchovancem TJ Sokol Stachy, v současnosti závodí za Duklu Liberec. Zatím dvakrát startoval na Mistrovství světa (2017, 2019) a jednou na ZOH (2018). Je medailistou ze zimní světové Univerziády v Kazachstánu 2017, pětinásobným mistrem ČR (2017 na 10 km klasicky, 2018 na 15 km klasicky a ve sprintu, 2019 na 15 km volně, 2020 na 15 km klasicky) a dvojnásobným vítězem Zlaté lyže (2015, 2018).

## Sportovní kariéra
V lednu 2018 se nominoval do týmu českých běžců na lyžích pro olympijské hry v Pchjongčchangu. Jako čtvrtý muž doplnil Martina Jakše, Petra Knopa a Michala Nováka. Dostal přednost před Alešem Razýmem a Adamem Fellnerem díky výsledku v závodě Světového poháru v Planici, kde obsadil 33. příčku v závodě na 15 kilometrů klasicky, od bodů ho dělilo šest sekund. Byl to jeho zatím nejlepší výsledek mezi elitou.

## Osobní život
Narodil se 17. března 1992 ve Vimperku, od narození žije s rodinou na Horské Kvildě. Jeho matka Alena (rozená Pavlová) je bývalá československá reprezentantka v klasickém lyžování a dlouholetá trenérka mládeže. Otec Vladimír je bratrem Stanislava Frühaufa, někdejšího trenéra Kateřiny Neumannové. A právě pozdější olympijská vítězka Neumannová v roce 1992 u Ryplů půl roku bydlela a kromě letní přípravy zde také vysazovala stromky. Malého Miroslava vozila tehdy Kateřina Neumannová v kočárku. Má mladšího bratra Michala (* 1993), který od roku 2018 dělá divizního ředitele ve společnosti Jihozápadní dřevařská a.s.